# Dendrelaphis humayuni
Dendrelaphis humayuni är en ormart som beskrevs av Tiwari och Biswas 1973. Dendrelaphis humayuni ingår i släktet Dendrelaphis och familjen snokar. Inga underarter finns listade i Catalogue of Life.
Arten förekommer på Nikobarerna (Indien) i Indiska oceanen. Honor lägger ägg.